# Nervio pudendo
El nervio pudendo es un nervio que se encuentra en la región pélvica y que inerva los genitales externos de ambos sexos, así como también los esfínteres de la vejiga urinaria y del músculo esfínter externo del ano.

## Anatomía
El nervio pudendo se origina en el plexo sacro; sus fibras derivan de las ramas ventrales —anteriores— de los nervios sacros segundo, tercero y cuarto (S2, S3, S4). Sus fibras producen inervación sensitiva (sensación de dolor, reflejos, etc), motora y del sistema nervioso parasimpático.
Pasa a través de los músculos coccígeo y piriforme (piramidal), y abandona la pelvis por la parte baja del agujero ciático mayor, cruza la espina del isquion y reingresa a la pelvis a través del agujero ciático menor.
Acompaña a los vasos pudendos internos por encima y por delante de la pared lateral de la fosa isquiorectal, siendo contenido en una de las hojas de la fascia del músculo obturador, llamada canal pudendo (canal de Alcock).
El nervio pudendo proporciona las ramas que forman los nervios rectales inferiores, y pronto se divide para formar dos ramas terminales: el nervio perineal, y el nervio dorsal del clítoris (en las mujeres) o el nervio dorsal del pene (en los varones).
| Rama                                              | Descripción                                                              |
| Nervios anales inferiores                         | Aparece luego de atravesar el agujero ciático mayor.                     |
| Nervio perineal                                   | Rama terminal más superficial                                            |
| Nervio dorsal del clítoris/Nervio dorsal del pene | Rama terminal más profunda, viaja a través de la bolsa perineal profunda |

## Fisiología
Es importante desde el punto de vista fisiológico, porque inerva todas las estructuras sensitivas de los genitales en ambos sexos (pene, clítoris, músculo bulboesponjoso e isquiocavernoso, y áreas del escroto, labios, perineo y ano), siendo el responsable de transmitir prácticamente todas las sensaciones placenteras responsables del orgasmo en ambos sexos.
Adicionalmente, al tratarse de un nervio mixto (sensitivo y motor), sus impulsos son los responsables de las contracciones musculares de los músculos isquicavernoso y bulboesponjoso que acompañan al orgasmo en las mujeres y provocan la eyaculación en los varones.

## Patología
Un parto complicado puede comprimir el nervio pudendo de la parturienta causando una pérdida temporaria de la función, pero una lesión permanente es rara. El pinzamiento del nervio no es común, pero puede ocurrir. Los sitios de atrapamiento son entre el ligamento sacrociático y el ligamento sacrotuberoso, pinza interligamentosa, en el 70 % de los casos y el Canal de Alcock del obturador interno, en un 20 %. Un tumor pélvico (especialmente un teratoma sacrococcigeo de gran tamaño), o una cirugía destinada a removerlo, pueden dañar permanentemente el nervio.

## Tratamiento
El tratamiento deberá determinarse con base en la historia clínica del paciente, exploración lumbopélvica visceral y miofascial, control neuromuscular por dermatomas y valoración de la compresión neural.

### Farmacológico
- Antidepresivos: Amitriptilina
- Antiepilépticos: Gabapentina

### Terapia física
La fisioterapia es considerada el pilar del tratamiento. 
La vía vaginal, se prefiere en el abordaje de mujeres. Mientras que en hombres puede realizarse el abordaje por vía rectal.
Las modalidades de tratamiento por terapias físicas que han demostrado control del dolor son:
- Maniobras miotensivas o presiones deslizantes del músculo elevador del ano
- Compresión-distracción del glúteo mayor
- Compresión intermitente del piso pélvico
- Compresión del músculo pectíneo
- Compresión-distracción del pubis

## Imágenes adicionales

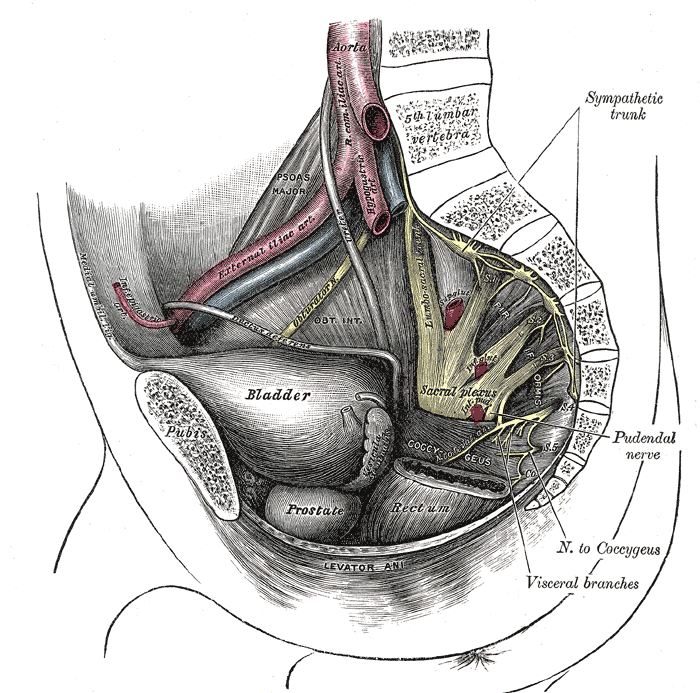
Origen del nervio pudendo.
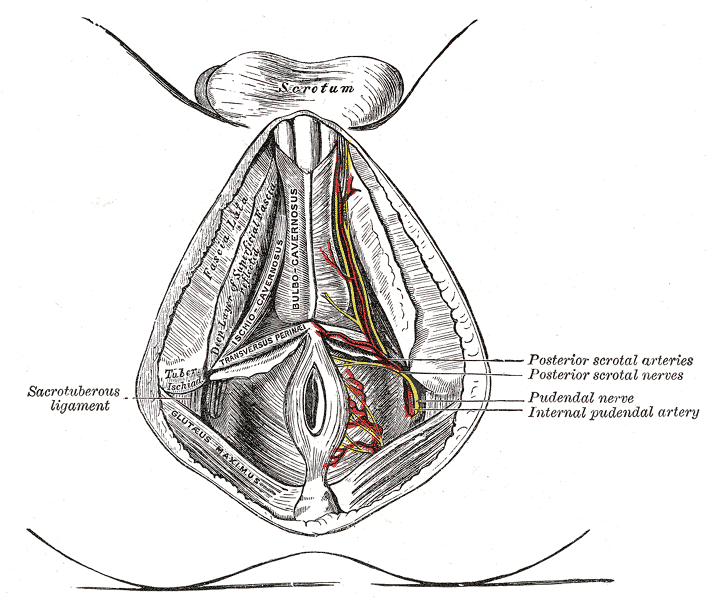
Las ramas superficiales de la arteria pudenda interna.
Plano de los plexos sacros y pudendos.